# Церква Сан-Б'яджо (Монтепульчіано)
Церква Мадонна ді Сан Б'яджо (італ. Chiesa di San Biagio) — католицька церква в місті Монтепульчано, пам'ятка архітектури Італії XVI століття.

## Передумови створення

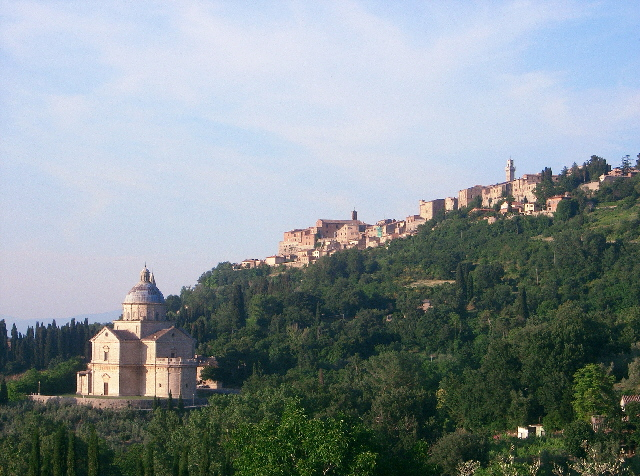

Антоніо да Сангалло старший (1463—1534) був здебільшого військовим архітектором-фортифікатором. Адже безупинні війни вимагали постійного зміцнення поруйнованих мурів, будівництва веж, замків, палаців для провінційних вельмож, що були поки що більш фортецями, ніж палацами.
На початку XVI століття архітектори Італії активно дискутували та розробляли плани центричних церков. Найпереконливіші зразки таких церков створив папський архітектор Браманте. Подібний план Браманте запропонував і папі римському, коли той ініціював спорудження на місці старої базиліки нової, величної церкви, символу могутності католицизму. Донато Браманте склав декілька варіантів центричної церкви з планом у вигляді рівнокінечного (грецького) хреста. Середхрестя вінчав велетенський купол, велетенські каплиці закінчували рукава хреста, центральну баню підтримували невеликі чотири менші. Симетрична, детально пророблена церква була нетрадиційним для римської архітектурної практики і не вкривав повністю навіть плащу старої базиліки Сан П'єтро. План Браманте ніколи не був використаний повністю, перероблений послідовниками, але став зразком для побудови декількох церков в провінціях Італії, серед яких — і Санта Марія делла Консолаціоне в Тоді. Один з подібних проектів і надихнув провінційного архітектора Антоніо да Сангалло Старшого на створення церкви в маленькому Монтепульчано, де він працював роками.

## Архітектура

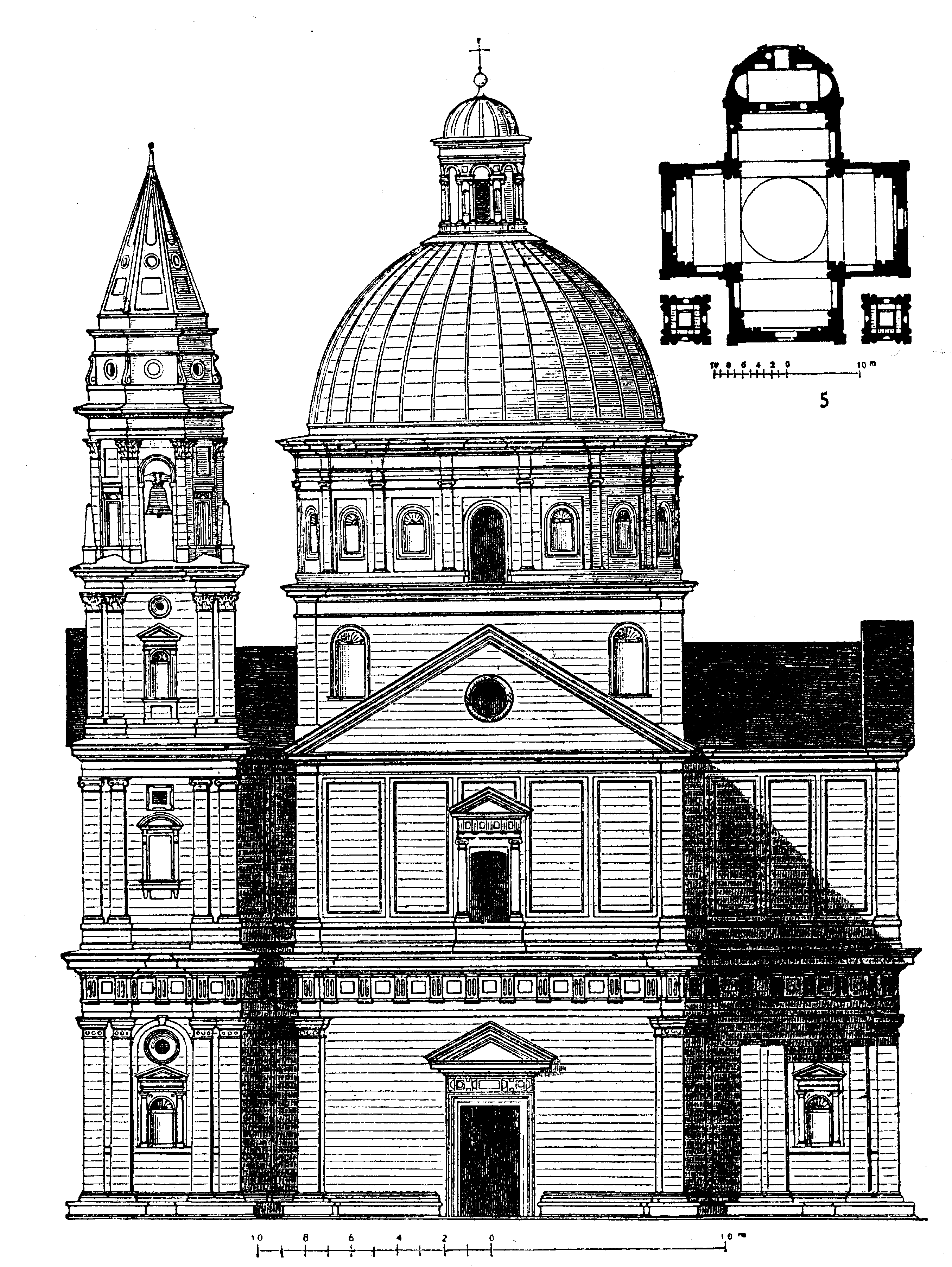
Церква Сан Бьяджо, поземний план і західний фасад.

Церква видудувана не у центрі міста, а на його околиці. В основі плану — той же рівнокінечний (грецький) хрест, збільшений абсидою на східному фасаді. Західний фасад створювали величний портик в два яруси і фронтон, обабіч стояли дві вежі-дзвіниці. Використані велетенські, але спокійні геометричні об'єми — куб, квадрат, циліндр бані. За проектом, динаміку і потяг вгору мали лише бічні дзвіниці з дахами шатро, але встигли вибудувати лише одну.
Бічні фасади церкви нагадували західний фасад. Їх велич підкреслювали лише пілястри і карнизи, трикутні і лучкові фронтони нечастих вікон — по одному на кожному ярусі. Площини мурів практично позбавлені декору. Заокруглена абсада за ідеєю мала б мати напівкупольне завершення, але його нема в готовій споруді. На його місці — несподіваний балкон з парапетом. Баня куполу окрім пілястр прикрашена нішами, які перетворені на вікна в соборі Св. Петра в Римі.

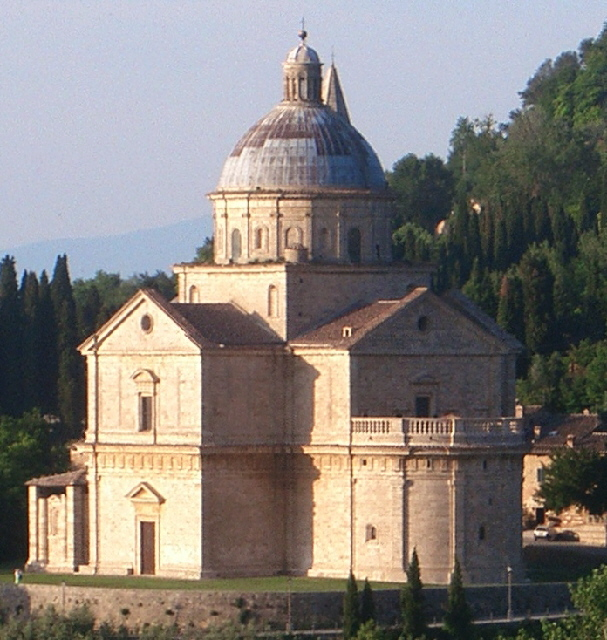
Південний і східний фасади
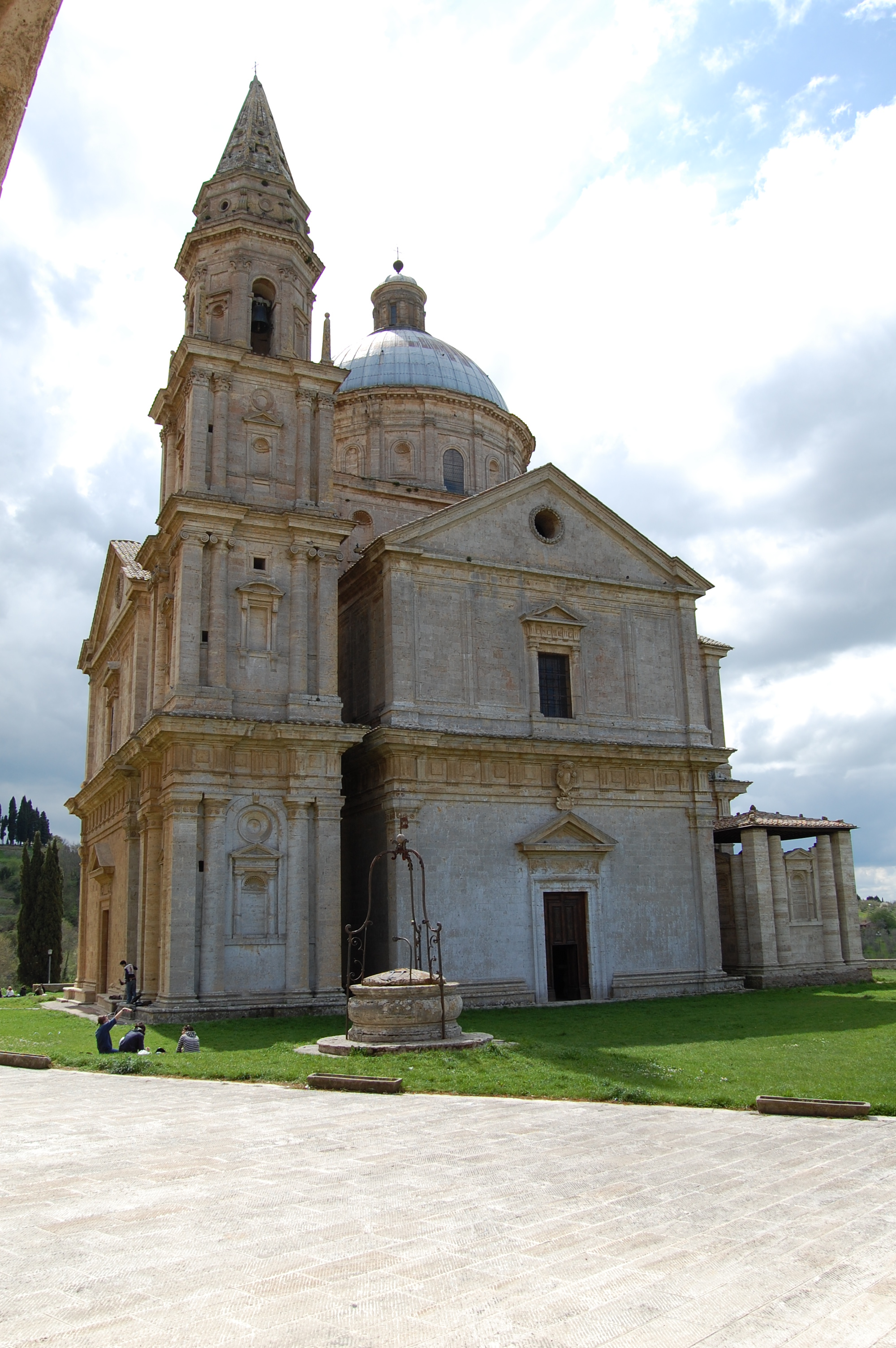
Західний фасад
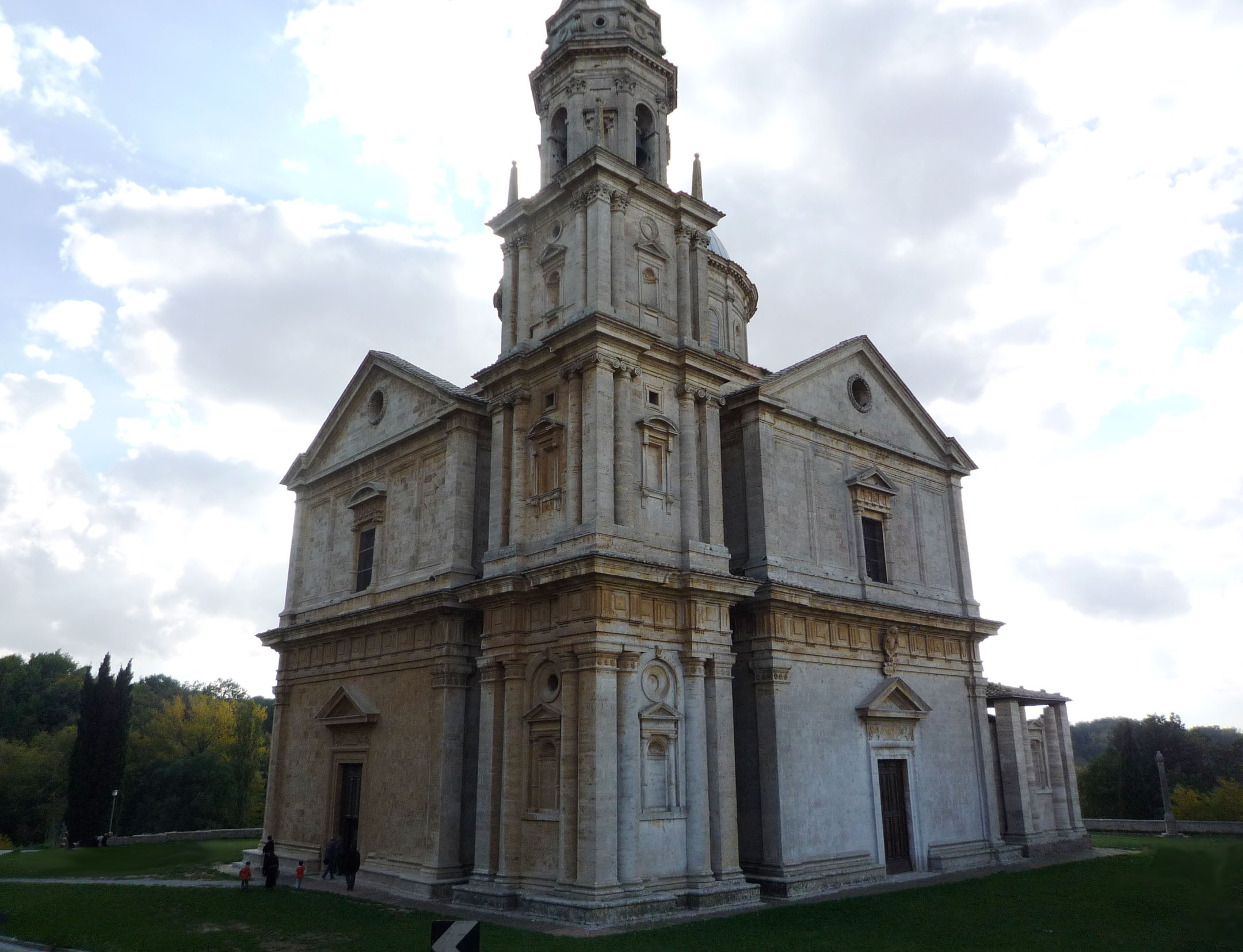
Вигляд церкви від шляху
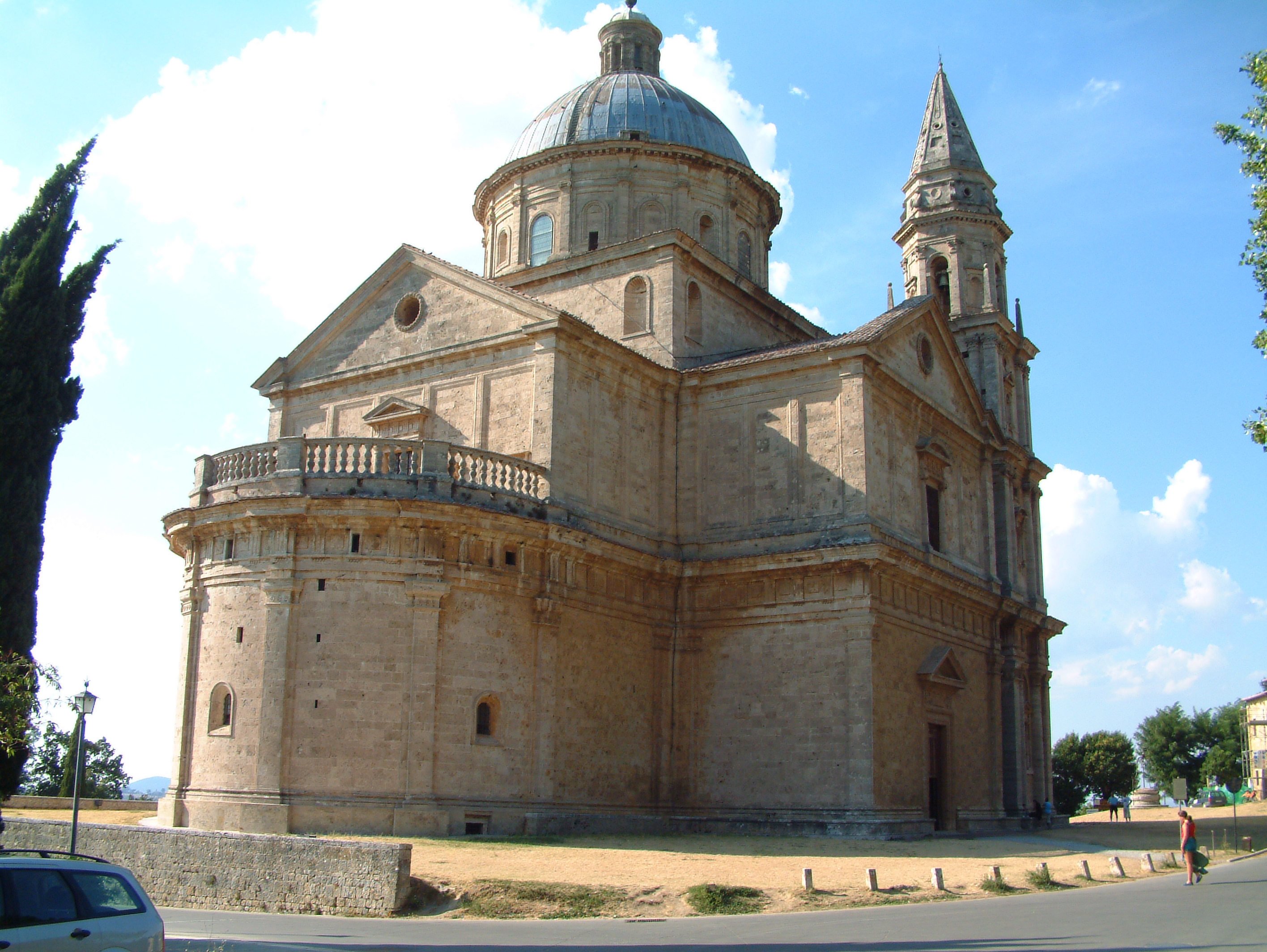

4

## Інтер'єр церкви

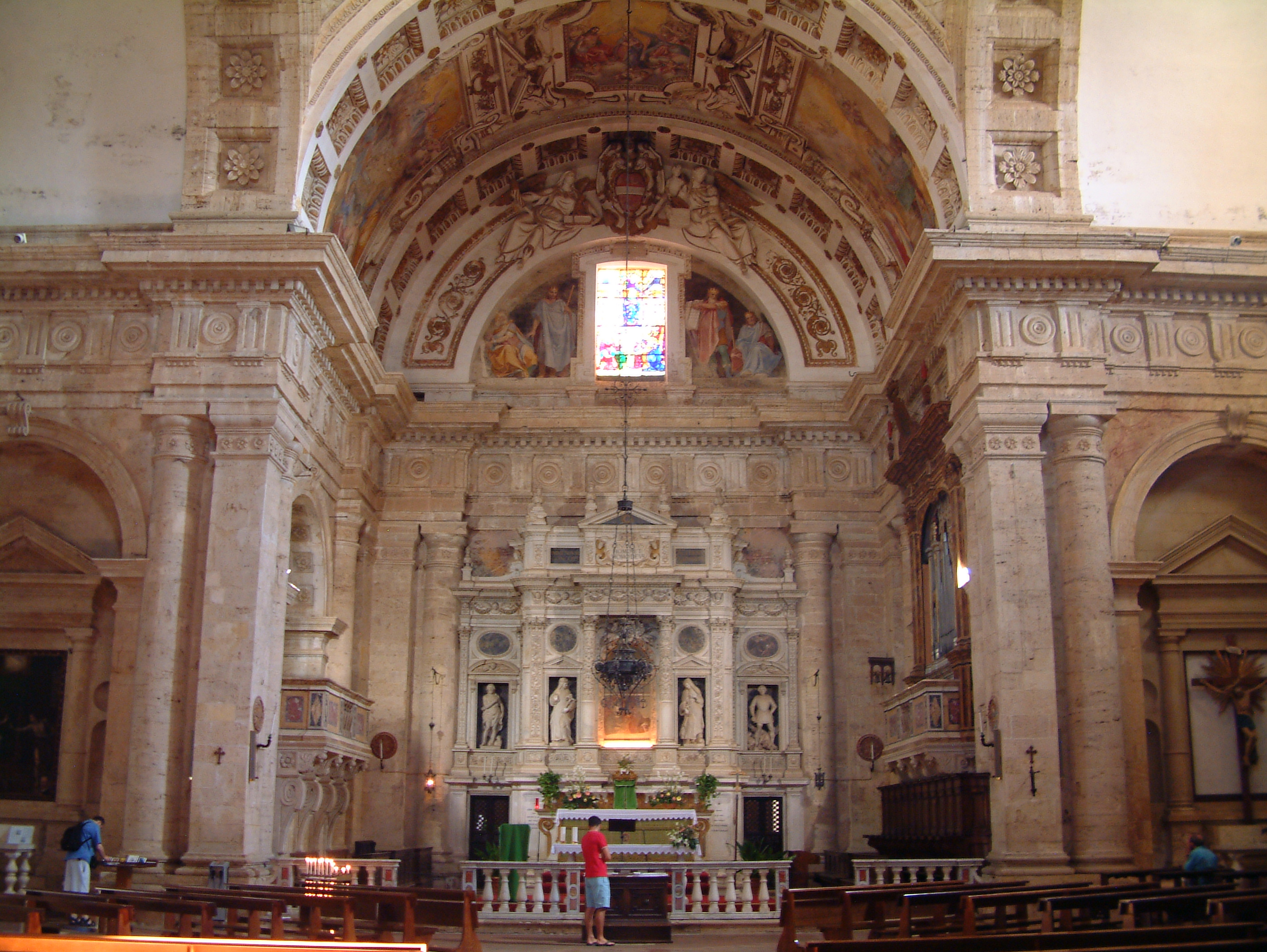
Архітектурний вівтар

Інтер'єр церкви вийшов величний та незвично просторий для провінційного храму. Пілястри і півколони облямовують великі пілони і використані в створенні архітектурного вівтаря. Простір утворюють спрощені форми вдало найдених пропорцій, позбавлені дрібних деталей і гідні для парадних брам фортець, які все життя будував Антоніо да Сангалло старший. Будівництво церкви розтяглася на декілька десятиліть і добудовувалось в добу маньєризму. Купол і напівциркульні склепіння залишені без стінописів, останні створені лише на склепінні над вівтарем. Необхідність мати ризницю спонукала до створення невеликої прибудови з південного боку, якої не було в первісному проекті.